# Ismail Gasprinski
Ismail Gasprinski ou Ismail Gaspirali (em turco: İsmail Gaspıralı) (8 de março de 1851 - Bajchisarai, 11 de setembro de 1914) foi um tártaro da Crimeia intelectual, educator, e político. Ele repassou muito de suas ideias através do jornal Terciman, fundado por ele em 1883, e que existiu até 1918.